# Enguterothrix tenuipalpis
Enguterothrix tenuipalpis là một loài nhện trong họ Linyphiidae.
Loài này thuộc chi Enguterothrix. Enguterothrix tenuipalpis được Herman Theodor Holm miêu tả năm 1968.